# 미사리 조정경기장
북위 37° 33′ 40″ 동경 127° 12′ 20″ / 북위 37.561044°  동경 127.205629° 
미사리 조정경기장(渼沙里漕艇競技場)은 경기도 하남시 미사동에 위치한 조정 경기장이다.